# Keiner liebt mich
Keiner liebt mich ist ein deutscher Spielfilm von Doris Dörrie aus dem Jahr 1994. Für ihre Darstellung der Hauptfigur erhielt die Schauspielerin Maria Schrader 1995 einen Bundesfilmpreis und einen Bayerischen Filmpreis.

## Handlung
Fanny ist ein einsamer Single und mittlerweile, mit fast dreißig Jahren, davon überzeugt, dass sie eher von einer Atombombe getroffen wird als noch einmal einen passenden Mann findet. Die Flughafenangestellte ist niedergeschlagen und gibt sich morbiden Stimmungen hin. Sie besucht einen Kurs zum „selbstbestimmten Sterben“, der das Bauen des eigenen Sarges beinhaltet und mit der Simulation der eigenen Beerdigung abgeschlossen wird.
In dem desolaten Hochhaus, in dem sie wohnt, lernt Fanny durch Zufall den exzentrischen, schwarzen Lebenskünstler Orfeo kennen: Er trägt bei ihrer Begegnung ein Skelett-Kostüm, ist homosexuell und gibt sich als Medizinmann und Medium aus. Die beiden freunden sich an und beginnen, Zeit miteinander zu verbringen. Verbunden mit allerhand Brimborium prophezeit Orfeo ihr, dass sie in Bälde einen Traumprinzen treffen werde.
Fanny verliebt sich auch prompt in den zu den Prophezeiungen passenden Lothar, den yuppiesken Hausverwalter. Zwar fährt er einen schnittigen Wagen, sieht gut aus und hat Charme, die Romanze zwischen Fanny und ihm will sich aber nicht so recht entwickeln. Als Fanny später erfährt, dass Orfeo unheilbar krank ist, stellt sie stattdessen fest, dass sie die Liebe ausgerechnet bei ihm gefunden hat, und zwar auf ganz andere Art, als sie es sich bei ihrer Suche gedacht hatte.
Orfeo hat währenddessen auch anderen Hausbewohnern Flöhe ins Ohr gesetzt und bereitet mit ihrer Hilfe die Ankunft von „Außerirdischen“ vor. Einige der einsamen Bewohner machen nur zu gerne bei seinen voodooesken Eskapaden mit. Am Ende verschwindet Orfeo auf eine eher magische Weise, anstatt einfach zu sterben. Fanny blickt hoffnungsvoller und vor allem offener in die Zukunft und Orfeos Prophezeiungen erfüllen sich erneut.

## Hintergrund
Keiner liebt mich ist Doris Dörries letzte Zusammenarbeit mit ihrem 1996 verstorbenen Lebensgefährten Helge Weindler. Seit ihrem Film Männer hatte sie nahezu ausschließlich mit ihm als Kameramann gearbeitet.

## Kritiken und Auszeichnungen
Maria Schrader erhielt für ihre Darstellung der Fanny Fink viel Lob und einige Auszeichnungen, darunter den Bundesfilmpreis ‚Filmband in Gold‘ für ‚darstellerische Leistungen‘ (in Verbindung mit ihren Darstellungen in Burning Life und Einer meiner ältesten Freunde) und den Bayerischen Filmpreis in Gold. Marion Löhndorf schreibt in der Frankfurter Allgemeinen Zeitung: „Maria Schrader spielt Fanny mit großem Charme. Trotzig und mit blutendem Herzen zerreißt sie alle Weisheiten über die Freuden der Einsamkeit in der Luft. Sie ist komisch und rührend, kindlich ehrlich.“
Neben dem Lob für Maria Schrader waren die Kritiken über den Film etwas gespaltener. So attestierte Löhndorf dem Film in der FAZ, nur in den ersten Minuten wirklich gut zu sein, später aber im Schlingern zwischen Realem und Irrealem die elegante Gratwanderung zu verpassen, aus der eine ganz eigene Wirklichkeit hätte entstehen können.
In der Frankfurter Rundschau schrieb Heike Kühn, dass das Drehbuch Phasen habe, in denen es sich einfach nicht entscheiden könne: „Einerseits gelingen [dem Film] böse Witze über eine inflationäre Spiritualität, andererseits versichert es sich […] der mystischen Einflüsterungen eines halbwegs ernst gemeinten magischen Denkens. Bisweilen bewegt sich die Geschichte etwas sprunghaft […].“
Positiver äußerte sich z. B. Peter Buchka in der Süddeutschen Zeitung. So schreibt er: „Doch das ist das Schöne an diesem Film, daß all diese Details, in denen ja eine gehörige Portion inszenatorischer Überlegung steckt, ganz beiläufig wirken, so überhaupt nicht ausgedacht. Eben das macht diese Komödie über Lebensfreude und Todessehnsucht so angenehm selbstverständlich, daß man schon wieder Mühe hat, ihr überhaupt eine Fallhöhe zuzubilligen.“
Der Film war 1995 laut 3sat ein „großer Kinoerfolg“ und erhielt bei der Verleihung des Bundesfilmpreises außerdem das Filmband in Silber sowie eine Nominierung für Doris Dörrie in der Kategorie Beste Regie.

## Soundtrack
Der Soundtrack zum Film wurde 1994 im Vertrieb von EMI Electrola veröffentlicht.
Im Abspann des Films werden folgende Titel gelistet:
1. Non, je ne regrette rien – Edith Piaf
2. Lover Man – Billy Holliday [sic!]
3. Ein Schiff wird kommen – Lale Andersen
4. Königin der Nacht (Arie aus der Zauberflöte), Sopran: Edita Gruberova, Orchester der Bayerischen Staatsoper, Dirigent: Wolfgang Sawallisch
5. Königin der Nacht (Arie aus der Zauberflöte), Sopran: Edita Gruberova, Sinfonieorchester des Bayerischen Rundfunks, Dirigent: Bernard Haitink